# Billet souvenir de 100 dongs
 (septembre 2023).
La mise en forme du texte ne suit pas les recommandations de Wikipédia : il faut le « wikifier ».
Les points d'amélioration suivants sont les cas les plus fréquents. Le détail des points à revoir est peut-être précisé sur la page de discussion.
- Les titres sont pré-formatés par le logiciel. Ils ne sont ni en capitales, ni en gras.
- Le texte ne doit pas être écrit en capitales (les noms de famille non plus), ni en gras, ni en italique, ni en « petit »…
- Le gras n'est utilisé que pour surligner le titre de l'article dans l'introduction, une seule fois.
- L'italique est rarement utilisé : mots en langue étrangère, titres d'œuvres, noms de bateaux, etc.
- Les citations ne sont pas en italique mais en corps de texte normal. Elles sont entourées par des guillemets français : « et ».
- Les listes à puces sont à éviter, des paragraphes rédigés étant largement préférés. Les tableaux sont à réserver à la présentation de données structurées (résultats, etc.).
- Les appels de note de bas de page (petits chiffres en exposant, introduits par l'outil «  Source ») sont à placer entre la fin de phrase et le point final[comme ça].
- Les liens internes (vers d'autres articles de Wikipédia) sont à choisir avec parcimonie. Créez des liens vers des articles approfondissant le sujet. Les termes génériques sans rapport avec le sujet sont à éviter, ainsi que les répétitions de liens vers un même terme.
- Les liens externes sont à placer uniquement dans une section « Liens externes », à la fin de l'article. Ces liens sont à choisir avec parcimonie suivant les règles définies. Si un lien sert de source à l'article, son insertion dans le texte est à faire par les notes de bas de page.
- La présentation des références doit suivre les conventions bibliographiques. Il est recommandé d'utiliser les modèles {{Ouvrage}}, {{Chapitre}}, {{Article}}, {{Lien web}} et/ou {{Bibliographie}}. Le mode d'édition visuel peut mettre en forme automatiquement les références.
- Insérer une infobox (cadre d'informations à droite) n'est pas obligatoire pour parachever la mise en page.

Pour une aide détaillée, merci de consulter Aide:Wikification.
Si vous pensez que ces points ont été résolus, vous pouvez retirer ce bandeau et améliorer la mise en forme d'un autre article.
 (septembre 2023).
Le contenu est difficilement compréhensible vu les erreurs de traduction, qui sont peut-être dues à l'utilisation d'un logiciel de traduction automatique.
La pièce souvenir de 100 dongs (vietnamien : 100 đồng lưu niệm) a été officiellement émise par la Banque d'État du Viêt Nam à l'occasion du 65e anniversaire de la création de la Banque d'État le 6 mai 2016. Il s’agit d’un type de monnaie qui n’a aucune valeur de paiement ou de circulation.

## Introduire
L'émission de pièces souvenirs a été réalisée par de nombreux pays à travers le monde. Il s'agit d'une pratique courante dans laquelle les pays souhaitent commémorer leurs traditions monétaires et répondre aux besoins de collecte des individus et des organisations du monde entier. Au moment de l'émission, le billet souvenir de 100 dongs coûtait 20 000 dongs / feuille (type feuilles mobiles) et 25 000 dongs / feuille (type billet Foder - enveloppé dans une enveloppe, avec légendes bilingues vietnamien - anglais). La Banque d'État et les banques commerciales organiseront la vente de deux types de monnaie à grande échelle dans tout le système pour répondre aux besoins de dons massifs aux individus et aux organisations dans le besoin. Selon un représentant de la Banque d'État, tous les fonds destinés à la recherche et à la conception de ce système La monnaie est sponsorisée par des entreprises dotées des technologies, des techniques d'impression et de sécurité les plus avancées au monde.

## Information
| Dénominations | Taille        | Couleur principale      | Billet de banque | Décrire | Décrire | Décrire        | Libéré |
| Dénominations | Taille        | Couleur principale      | Billet de banque | Devant | Arrière | Type de papier | Libéré |
| ------------- | ------------- | ----------------------- | --- | --- | --- | -------------- | ------ |
| 100 ₫         | 82mm x 163mm; | Pétales de lotus rouges | Les motifs du tambour en bronze Ngoc Lu, nuages et dragons, sont utilisés comme fond au recto et au verso des pièces souvenirs ; Principales techniques de sécurité : ombre en forme de lotus et numéro 65 ; Image de positionnement ; L'encre change de couleur en mouvement ; La ceinture de sécurité a un effet de mouvement ; Encre fluorescente jaune chatoyante. | Les mots « Banque d'État du Viêt Nam », valeur nominale 100 VND en chiffres et en mots, emblème national, portrait du président Hô Chi Minh, contenu du décret n° 15/SL du 6 mai 1951 imprimé en super lettres petites, signature du L'actuel gouverneur de la Banque d'État au moment de l'émission est Nguyen Van Binh, le numéro « 1951-2016 », les mots « Célébration du 65e anniversaire de la création de la Banque du Vietnam », le numéro 65 et un livre stylisé marquant les 65 ans de développement du secteur bancaire; | Les mots « Banque d'État du Vietnam », dénomination de 100 dong en chiffres et en mots, année d'émission 2016 et les mots « Argent souvenir », image du bâtiment du siège de la SBV, image de Phu Dong Thien Vuong (Thanh Giong), le l'image stylisée d'une pièce de monnaie ancienne en arrière-plan derrière le bâtiment symbolise la souveraineté monétaire de la République socialiste du Vietnam. | Cotton         | 2016   |

## Voir plus
- Dong (monnaie)
- Argent polymère au Vietnam
- Pièces de métal au Vietnam
- Dong Vietnamien
- Billet de 500 000 dongs
- Billet de 200 000 dongs
- Billet de 100 000 dongs
- Billet de 50 000 dongs
- Billet de 20 000 dongs
- Billet de 10 000 dongs
- Billet de 5000 dongs
- Billet de 2000 dongs
- Billet de 1000 dongs
- Billet de 500 dongs
- Billet de 200 dongs
- Billet de 100 dongs
- Pièce de 200 dongs
- Billet souvenir de 50 dongs